# 096k熊本歌劇団
オクロック熊本歌劇団（オクロック くまもとかげきだん）は、熊本県阿蘇郡高森町に本拠を構える2020年旗揚げの歌劇団。女性のみで構成される。熊本市内の常設劇場熊本マンガアーツを拠点に、コアミックス作品を原作とした舞台公演を行う。
発足当時は096k熊本歌劇団の表記で活動を続けていたが、2024年12月20日に新たな拠点「熊本マンガアーツ」が誕生することに伴い、これから多くの方に親しみを込めて知っていただけるよう、劇団ロゴと表記を「オクロック熊本歌劇団」にリニューアル

## 概要
オクロック熊本歌劇団は、熊本県阿蘇郡高森町に本拠を構える2020年旗揚げの歌劇団。熊本市内の常設劇場を拠点とし、運営母体である株式会社コアミックスの作品を原作とした舞台化公演を行う。大劇会館７階に常設劇場「096k座」をオープン予定だったが延期となり、その後、翌24年12月に同館地下で熊本マンガアーツのオープンと同時に常設劇場を移転した。移転前は主に桜の馬場 城彩苑内のわくわく座を会場に上演されていた。

### 成り立ち
劇団員たる女性は全員、株式会社コアミックスによるオーディションによって全国から選抜されており、10代後半から30代前半の劇団員14名が在籍する(2025年5月現在)。同劇団のコンセプトは「漫画を原作にしたライブ」。
特筆すべきは元週刊少年ジャンプ編集長の堀江信彦（熊本県出身）が代表を務める出版社コアミックスおよび、関係企業が劇団の運営に深く携わっていることである。（事実、実際に後述する演目はコアミックスの漫画作品が原作となっている）
併せてこのことが、漫画作品の舞台化において諸手続き・権利関係の簡素化に寄与しているとも考察される。

### 「096k」の意味
熊本県内の市外局番の冒頭3桁「096」に歌劇団のK（Kagekidanの頭文字）を配したもので、若者たちが熊本で夢の時を刻むようにとの思いが込められている。なお読みの「オクロック」は、英語で「時」を意味するO’Clockとかかっている。

### 劇団の特色

#### 運営母体
運営母体は東京の出版社であるコアミックスだが、同社のグループおよび関係各社が運営に携わっている事は最初に特筆すべき点である。
劇団員の所属先は系列の株式会社クマモトコミュニケーションズ（旧商号は株式会社ジャイロスコープ）であり、団員のマネジメント業務はいわゆるファンレターの類の受付窓口を含め同社が担っている。
これは株式会社クマモトコミュニケーションズが株式会社コアミックスのグループ会社であることからなるものであり、結果として舞台運営、作品管理に始まり、所属俳優の管理までをコアミックス社（およびその系列会社）がワンストップで行っている格好となる。
劇団の母体・バックボーンとしての大手出版社の存在は、劇団の運営継続性・持続性、ひいては作品の保護という部分から見ても特筆すべき点といえる。

#### 熊本拠点の活動
劇団は現在のところ熊本県外での地方公演や巡業を行うタイプではなく、あくまでも熊本県内、ひいては熊本市内の常設劇場をベースとし定期公演を行うスタイルを取っている。
このスタイルは後述する「熊本の町おこし・地域創生」に寄与するものである。
ただし公式サイトでは「熊本から全国の公演を目指す」としており、熊本発のエンターテインメントを全国に広めることがいわば、同劇団の持つ使命であるとも考えられる。

#### ライブ（生）を主眼においた活動
特色として「ライブであること」を主眼に置いた活動が挙げられる。同劇団は映像作品のリリースやテレビ番組の出演等を主眼としているわけではなく、あくまでも「生」の舞台公演を行うことを主たる活動としている。
このことは後述するとおり劇団員が熊本県内で共同生活を送りながら稽古を行っていることや、常設劇場での定期公演を精力的に行っていることも証左のひとつといえるだろう。
また本プロジェクト立役者の筆頭格である堀江信彦も読売新聞の取材に対し「インターネット上に作品が豊富にある現代だからこそ、『ライブ（生）』が価値を持つ。熊本から世界中を笑顔にする歌劇団を目指したい」と語っており、一貫して「熊本」にフォーカスした活動を行っていることがわかる。

#### 共同生活
一般的に、新興劇団では資金面その他様々な問題で実現が難しい「劇団員の共同生活」を実現していることも一つの特徴と言える。
劇団員は高森町にて共同生活をしながら活動を行っており、いわば「通い」ではなく「住み込み」での活動が実現している。
なおレッスン場の拠点であるアーティストビレッジ阿蘇096区は旧高森温泉館を改装・改築したもので、2020年3月15日付朝日新聞の記事によれば高森町がコアミックスに売却している。
またコアミックスはこの売買に関する同紙取材に対して「施設を改修し、世界各地から集めた若手漫画家の育成やエンターテインメントづくりの拠点にする計画」と応じており、096k歌劇団の稽古用途に供することも含めて計画を進めていたものと考えられる。

#### 女性のみに固定された演者
一般的には漫画原作の舞台化となれば、それぞれキャラクターごとに設定された性別と同性の俳優が演じることとなる。しかしオクロック熊本歌劇団は、例えば宝塚歌劇団のように男性のキャラクターについてもすべて女性のみで演者を固定・限定している。
同劇団によれば、このことが歌劇団の大きな魅力のひとつであり、また歌・ダンス・アクションを含めて作品の新しい可能性を表現することにつながるという。

#### 講師陣
同劇団では講師陣を各国から招聘しており、日本人アクション女優シンシア・ラスターをはじめ多数の人材が指導にあたっている。

#### 給料制で住居と食事も支給
オーディションで選抜された劇団員は2021年9月現在、全員が高森町に移住し共同生活を送っている。あわせて住居及び食事についても運営母体より支給されているため、劇団員は少なくとも衣食住のうち「食・住」については心配のない環境が整っている。
また劇団員のうち新人の劇団員や、いわゆる俳優の卵に課される宿命といってもよいチケットノルマについても同劇団では設定がない。その他劇団員としての稽古にかかるレッスン料も無料となっていることもまた、大規模な出版社がバックボーンにいることによる恩恵の一つと考えられる。

#### レッスン環境
歌劇団の拠点は先述のとおり、熊本県阿蘇郡高森町の旧高森温泉館跡地の建屋を全面改装して建設された「アーティストビレッジ阿蘇096区」である。東京都内などの都市部と比較して高森町が閑静な土地であることから、得られるメリットとして人目・騒音の類を気にせずに台詞や歌、ダンスの練習ができる点が挙げられる。

### 団員
団員一覧
(令和6年5月28日現在)
- 菅井育美
- 佛田ひかり
- 梅高みな美
- 上琴絵
- 中島悠
- ナリタ・ミステイク[10][11](2023年3月1日研修生として加入・7月1日団員昇格)
- 一之瀬緋彗[12](2023年4月1日研修生として加入・7月1日団員昇格)
- 白石楓佳(2023年4月1日研修生として加入・7月1日団員昇格)
- 谷山夢（2024年1月4日入団）
- 七野こまり(2024年6月6日研修生として加入・同年9月5日団員昇格)
- 春川智花(2024年12月5日研修生として加入・2025年4月1日団員昇格)
- 岩田 なち(2025年2月20日研修生として加入・同年4月1日団員昇格)
- 廻船 陽果(2025年4月1日研修生として加入・同年5月1日団員昇格)

### 研究生
山本 実佳(2025年5月1日研修生として加入)

### 旧団員
- 誉（2021年10月31日退団）[13]
- 橋本愛羅（2022年3月31日退団）
- 鬼山花菜（2022年3月31日退団）
- 福田こつめ（2022年3月31日退団）
- 矢野はるひ（2022年6月30日退団）
- 樋田梨穂（2022年7月31日退団）
- 佐々木律歌（2022年8月31日退団）
- 工藤貴美華（2022年10月31日退団）
- 楠本有紀（2022年10月31日退団）
- 大久保藍（2022年11月30日退団）
- 谷口亜湖（2022年12月31日退団）
- 岩永ことの（2023年3月31日退団）
- 姫野美咲(2023年５月31日退団)
- 北野未樹(2023年6月30日退団[14])
- 美月虹花 (旧研修生・2023年7月15日活動終了)
- 野村由貴（2023年10月31日退団）[15]
- 宝生窓花（2023年10月31日退団）[15]
- 伊東茉里乃（2023年10月31日退団）[15]
- 脇坂香凜(2023年12月31日退団)[16]
- 楠野栞那(2024年3月31日退団)[17]
- 片山紗雪(2024年7月末退団)
- TETO(2025年3月末卒業)
- 本田真子(2025年3月末卒業)
- 窪田莉緒(2025年3月末卒業)
- 藤堂ヤカ(2025年3月末卒業)
- 加藤晴菜(2025年3月末卒業)
- MANAKA(2025年3月末卒業)
- 小太刀きりん(2025年3月末卒業)
- 江本陽依(2025年3月末卒業)
- 永原もも(2025年3月末卒業)
- 土屋景衣子(2025年3月末卒業)
- 鎌田彩愛(2025年3月末卒業)

#### 団員構成
団員は全国各地から熊本県へ移住しており、各自劇団の庇護下において稽古および諸活動を行う。結成当初に行われた全国オーディションによって応募総数116名から選抜されているが、最終的に選抜され劇団員となった人員の中には役者志望の人物以外にも元自衛官や、テーマパークでのショー出演経験を持つ者など多種多様なバックボーンを持つ人材が集められている。

#### 公務員としての顔
オクロック熊本歌劇団の団員は、劇団員であると同時に高森町の職員（広義の公務員）としての顔を持つ。これは2019年にコアミックスと同町が19年にまちづくりに関する連携協定を結んだことに端を発しており、在籍している団員は全員「パートタイム会計年度任用職員」として高森町に採用されている。
公務員と劇団員という、一見すれば副業禁止規定に抵触する取り合わせではあるものの同制度では副業を禁止・制限しない。
よって劇団員は歌劇団活動と同時に、同町に関わる動画配信での広報活動及び、地域おこし全般に係る勤務を行うこととなる。
高森町の草村町長は熊本日日新聞社の取材に対し「096kの発信力が、町に新たな若い人材を呼び込む好循環を生んでくれる」と期待している。
漫画から派生する映画やゲームなど新産業が町を軸に展開し、過疎地域でも時代の最先端をいくビジネスチャンスが、地方創生につながることを示したい」と語っており、オクロック熊本歌劇団は劇団としてのシンプルな使命のほか、地方創生という社会問題にもアプローチする、ある種稀有な存在であるといえる。

## 作品
舞台
- 『舞台 前田慶次 かぶき旅 〜肥後の虎・加藤清正〜編』（初演・2021年7月14日公開[21]）
- 『舞台 前田慶次 かぶき旅〜鬼島津の女剣士・夕月〜編』（初演・2022年7月2日公開[22]。「〜薩摩の鬼・島津〜編」からサブタイトルを変更することになったのが、2023年7月27日に発表[3]）
- 『舞台 前田慶次 かぶき旅 〜戦国の花・細川ガラシャ〜編』（初演・2024年12月20日[23][24]）
- 『森の戦士ボノロン』（初演・2025年7月25日[25]）

楽曲
- 『傾奇者恋歌』（2021年7月14日配信）
- 『花のかぶき旅』（2021年7月14日配信）
- 『ひとりじゃない』（2021年12月3日配信）[26]
- 『096kたいそう』（2022年10月14日配信）[27]
- 『漢花』（2022年10月21日配信）
- 『えちくろっちか』（2022年10月28日配信）
- 『よっしゃあ漢唄』（2022年11月4日配信）

## 関係企業
- 株式会社コアミックス
- 株式会社熊本コアミックス
- 株式会社クマモトコミュニケーションズ

## 出演
- 週刊山崎くん（RKKテレビ）
- 096kカゲキッ団!（RKKテレビ）
- 女性だけの歌劇団〜096k熊本歌劇団 いざ出陣（RKKテレビ）
- 夕方LIVE ゲツキン!（RKKテレビ）
- 土曜の番組（RKKテレビ）
- からふる（RKKテレビ）
- 熊日ニュース（RKKテレビ）
- らジてん（RKKラジオ）
- TKU Live News（テレビ熊本）
- 英太郎のかたらんね（テレビ熊本）
- プライムオンラインTODAY（BSフジ）
- くまもと生活応援誌SPICE（くまにち すぱいす）
- 読売新聞福岡（4月26日）
- 奥田圭のさんさんラジオ（RKKラジオ）
- 気になる! くまもと（熊本県広報グループWebマガジン）
- やつしろぷれす（熊本県八代市フリーペーパー）
- 人吉・球磨月刊情報誌どぅぎやん
- 熊本日日新聞新春特大号（2021年）
- ナイナイ（熊本県八代・県南タウン情報誌）
- クマロク!（NHK熊本）
- てれビタ特集（熊本県民テレビ）
- くまパワ!（熊本朝日放送）
- 報道RUNNER（関西テレビ）
- ですです・ぷらナビ・Jチャン＋（KKB鹿児島放送）
- NES-FES.（テレビ熊本）
- 『いざ!出陣!!096k熊本歌劇団〜熊本のお宝さがしへ〜』（テレビ熊本）
- Japan Expo 2023 パリ公演